# Slovensko prosvetno društvo »Dobrač«
Slovensko_prosvetno društvo  SPD Dobrač je bilo ustanovljeno 29. novembra 1906 pod imenom Slovensko tamburaško in pevsko društvo Dobrač na Brnci na Zili na jugu avstrijske Koroške. Namen društva je bil z družabnim muziciranjem krepiti občutek slovenske identitete. Je najstarejše aktivno društvo v občini. Poimenovano je po istoimenski gori Dobrač.

## Ustanovitev
Leta 1901 je v Brnco v Zilji prišel trgovec, mežnar in organist Janez Miklavič iz Vogrč v Podjuni. Bil je poln idej za zborovsko petje in glasbo. Čeprav je bil star šele 25 let, mu je kmalu uspelo zbrati okoli sebe mlade in ustanoviti prvi cerkveni zbor, ki je pel tudi slovenske ljudske pesmi.
Leta 1903 je pod njegovim vodstvom začela ustvarjati tudi tamburaška skupina. 
Združenje je bilo končno uradno ustanovljeno leta 1906. Poleg Janeza Miklaviča so bili ustanovni člani še Michael Wielč (prvi predsednik društva), Ivan Kraicar, Tomaž Uršic in Karl Kacianka. Geslo društva se je glasilo: "Tudi v sili, v šali se ne laži; Kakoršen si, takega se kaži".

## Aktivizem
Že 26. februarja 1905 so tamburaši iz Brnce nastopili v Žabnicah pri Trbižu v Kanalski dolini, kot je navedeno v vabilu v časopisu  Koroški Slovenec (23.2.1905): »Kanalska dolina. Žabničani bodo dne 26. februarja [1905] v gostilni pri Puherju prav lepo veselico priredili, pri kateri bodo nastopili tamburaši iz Brnce in  brnška dekleta bodo uprizorile igro »Zakleta soba«. Na to veselico prav vljudno vabimo vse Slovence in Slovenke iz kanalske doline. Ne bo jim žal, ako vse skupaj popustijo ter pridejo tisti popoldan v Žabnice poslušat in gledat. Torej na svidenje!« 
To je tudi zanimiv sodobni dokument o tradicionalno tesnih vezeh med Ziljskimi in Kanalskimi Slovenci, ki mimogrede govorijo isto slovensko narečje.
Tamburaško društvo je organiziralo samostojne koncerte in nastopalo na gledaliških predstavah in plesnih prireditvah ter na cerkvenih praznikih in porokah po Ziljski dolini.
Njegova gostovanja so ga vodila vse do Melvič pri Šmohorju, kjer je od leta 1910 delovalo Katoliško slovensko izobraževalno društvo Melviče. Znan je bil po svoji Brnški polki, ki jo je skomponiral Janez Miklavič. Društvo je imelo dve pevski društvi, mešani in moški pevski zbor. Miklavič ni bil le odličen dirigent, ampak tudi izvrsten režiser. Leta 1908 je društvo kot prvo izvedlo ljudsko igro Miklova Zala avtorja Jakoba Sketa (in sicer po rokopisu Jaka Špicarja). Ta igra je kasneje zaradi metafore zatiranja in hrepenenja po premagovanju le-tega zatiranja postala zelo priljubljena po vsem slovensko govorečem svetu. Uprizorili so tudi opereto Kovačev študent in številne druge igre.
Preden so člani kluba ustanovili lastno klubsko hišo, so prireditve organizirali v gostilni "pri Grobnu" in pozneje tudi v gostilni "pri Prangarju" v Zmotičah.
Nemško nacionalici so skušali nasilno preprečiti slovesnost ob odprtju kluba 14. novembra 1909. Zaradi dolgov je moralo društvo leta 1918 stavbo ponovno prodati. Po prvi svetovni vojni je vodenje društva prevzel Janez Gallob, p.d. Marko, ki je vodil tudi gledališko skupino. Po Miklaviču je vodenje zbora prevzel organist Hanzej Kropiunik. Z njim je zbor požel velik uspeh daleč zunaj Brnce. Leta 1931 je bil ustanovljen Brnški sekstet, s katerim je bila v Salzburgu posneta prva vinilna plošča s koroško-slovenskimi pesmimi.
O slovenskem ziljskem narečju pričajo tudi zgodovinski posnetki Brnškega moškega seksteta s slovenskimi ljudskimi pesmimi: "Jes sǝm an buǝrǝn pavǝr" in "Vse tə ŭuštne liəte moje" (glej spodaj).
6. junija 1937 je društvo priredilo v gostilni "pri Prangarju" v Zmotičah "Ziljski dan", na katerem so sodelovale vse slovenske skupine iz Ziljske doline. Prireditve se je udeležilo več kot 600 obiskovalcev z vseh območij južne Koroške. 
Igro Madona v gozdu so leta 1939 prepovedali nacisti.
Leta 1941 so bile prepovedane vse dejavnosti slovenskega društva in društvo je bilo uradno razpuščeno. Po vojni je bilo društvo ponovno ustanovljeno pod imenom Slovensko prosvetno društvo Dobrač.

## Sedanje društveno življenje
Slovensko kulturno društvo je še vedno registrirano in dejavno, čeprav se je jezikovna krajina precej spremenila.
Posebej velja omeniti Otroško gledališko skupino SPD Dobrač na Brnci, ki je obstajala od leta 1996 do 2019, Otroški zbor Smuklce, ki je obstajal 10 let od leta 2004 do 2014 in bil ponovno oživljen junija 2023. Omeniti velja tudi Pevsko skupina Mozaik (Brnca)).  Izvedli so 13 premier in 100 gostovanj v Avstriji, Sloveniji in Italiji.
Oktobra je minilo 115 let od ustanovitve kluba. 
11. junija 2023 je slovenski cerkveni časopis Nedelja objavil članek z naslovom "Novo obdobje za SPD Dobrač" in v njem omenil obnovljeni otroški pevski zbor Smuklce. Oktobra 2023 smo z uspešno predstavo v gostilni Pranger obeležili 40. obletnico gledališke dejavnosti na Brnci v slovenskem jeziku.
Kulturno društvo SPD Dobrač je del "Pobude za ohranitev ledinskih in hišnih imen", ki je prostovoljno združenje slovenskih kulturnih društev, skupnosti in posameznikov na južnem Koroškem, ki od začetka 21. stoletja deluje na lastno pobudo in pod nadzorom krovnih organizacij Slovenska prosvetna zveza (SPZ) in Krščanska kulturna zveza (KKZ) ter s strokovno podporo Slovenskega narodopisnega inštituta Urban Jarnik. Organizacija od začetka 21. stoletja skrbi za ohranjanje slovenskih ledinskih in hišnih imen na Koroškem. Ta prizadevanja so bila prepoznana leta 2010, ko so bila slovenska poljska imena na Koroškem uvrščena na Unescov seznam nesnovne kulturne dediščine. 

## Spletne povezave
- "Moški sekstet Brnca - Jes sǝm an buǝrǝn pavǝr"  YouTube yWgBgUyodLY?si=pyJJax6hfQXhERXa
- "Moški sekstet Brnca - Vse tə ŭuštne liəte moje"  YouTube XJo6AZCM0VM?si=ZVVKDV0wi28c4gng
- Nedelja, 11. 06. 2023, www.kath-kirche-kaernten.at/dioezese/detail/C2646/novo-obdobje-za-spd-dobrach
- Novice, 27.10.2023 www.novice.at/kultura/oder/40-let-igralske-dejavnosti-spd-dobrac-spet-odrski-dogodek-na-brnci/
- Nedelja, 03. 10. 2022 www.kath-kirche-kaernten.at/dioezese/detail/C2646/115-lertnica-slovenskega-prosvetnega-drushtva-dobrach
- „Initiative zur Erhaltung der Flur- und Hausnamen“ www.flurnamen.at/de/ueber-uns/